# Paseo a caballo en el bosque de Boulogne
Paseo a caballo en el bosque de Boulogne, también Jinetes en el bosque de Boulogne y Amazona en el bosque de Boulogne es una gran pintura al óleo del artista impresionista Pierre-Auguste Renoir, de 261 cm x 226 cm, terminada en 1873, y conservada en el Kunsthalle Museum, Hamburgo.
A finales de 1872 Renoir empezó el trabajo, pensado para presentarlo en el Salón del año siguiente. El jurado rechazó la obra y fue expuesta en el Salón de los Rechazados, donde recibirá interesantes críticas de Castagnary, uno de los principales críticos del momento. La obra fue realizada en la Escuela Militar de los Inválidos, posando como modelos la señora Henriette Darras, esposa del capitán Darras, como la elegante amazona con velo trasparente de gasa moteada y rosa en la chaqueta, y Joseph Le Coeur, hijo del arquitecto Charles Le Coeur, para el muchacho montado en poni.
Si bien la luz está tomada del natural, provocando sombras coloreadas -el capitán Darras se quejó argumentando "que nunca se han visto caballos azules"- Renoir todavía mantiene ecos de Corot, Manet y Courbet en las tonalidades apagadas, con abundancia de grises. El movimiento y posturas de los equinos son también artificiales, dando la impresión de que las figuras cabalgan en caballitos de tiovivo más que en animales reales. Destaca sin embargo el interés del pintor por captar la vida cotidiana de la burguesía parisina, temática habitual en el artista y otros impresionistas, e importante novedad respecto a la pintura académica.